# Битва при Катр-Бра

Карта-схема Бельгийской кампании

Битва при Катр-Бра — сражение между англо-голландской армией под командованием Веллингтона и французскими войсками маршала Нея 16 июня 1815 года у местечка Катр-Бра (ныне Бельгия), в ходе Ста дней Наполеона, в один день с битвой при Линьи.

## Хроника сражения
Приказом Наполеона маршалу Нею были подчинены следующие войска:
- первый пехотный корпус генерала дивизии д’Эрлона (к месту сражения не прибыл),
- второй пехотный корпус генерала дивизии Рейля (3 пехотных и одна кавалерийская дивизии),
- резервный кавалерийский корпус генерала дивизии графа Вальми (Келлермана) (две кавалерийские дивизии, из которых на поле боя находилась одна),
- легкая гвардейская кавалерийская дивизия генерала дивизии Лефевр-Денуэта.

Итого: 3 пехотных и 3 кавалерийских дивизии.
В 10:30 силы Нея были расположены следующим образом:
5-я пехотная дивизия Башелю, кавалерия Пире и Лефевра-Денуэта у Франа;
дивизии Жерома Бонапарта (под фактическим командованием начальника штаба дивизии Гильемино) и Фуа в Ломбюкском лесу;
резерв — кирасирская дивизия Леритье из корпуса Келлермана.
Диспозиция Нея предписывала:
Башелю — занять высоты за Женапом;
Фуа — двигаться за ним к Бонтерле;
Гильемино — дойти до Катр-Бра;
д’Эрлону — отрядить одну дивизию к Марбе, с остальными тремя и кавалерией дойти до Франа и соединиться там с Пире, чего он не сделал, поскольку в это же время Наполеон присылал ему приказы двигаться на соединение с ним в Линьи. В результате сильный корпус д’Эрлона не принял участие ни в одном из двух сражений, судьбу любого из которых он мог решить;
Келлерману — одну дивизию расположить в Либертье, другую во Фране;
Лефевру-Денуэту — оставаться во Фране.
На англо-нидерландской стороне в распоряжении принца Оранского у Катр-Бра находились:
- 5 батальонов Нассау (бригада Бернгарда Саксен-Веймарского);
- 4 голландских батальона (бригада Бейланда) и 16 орудий.

Всего 7000 человек, включая 50 прусских гусар.

### 14:00

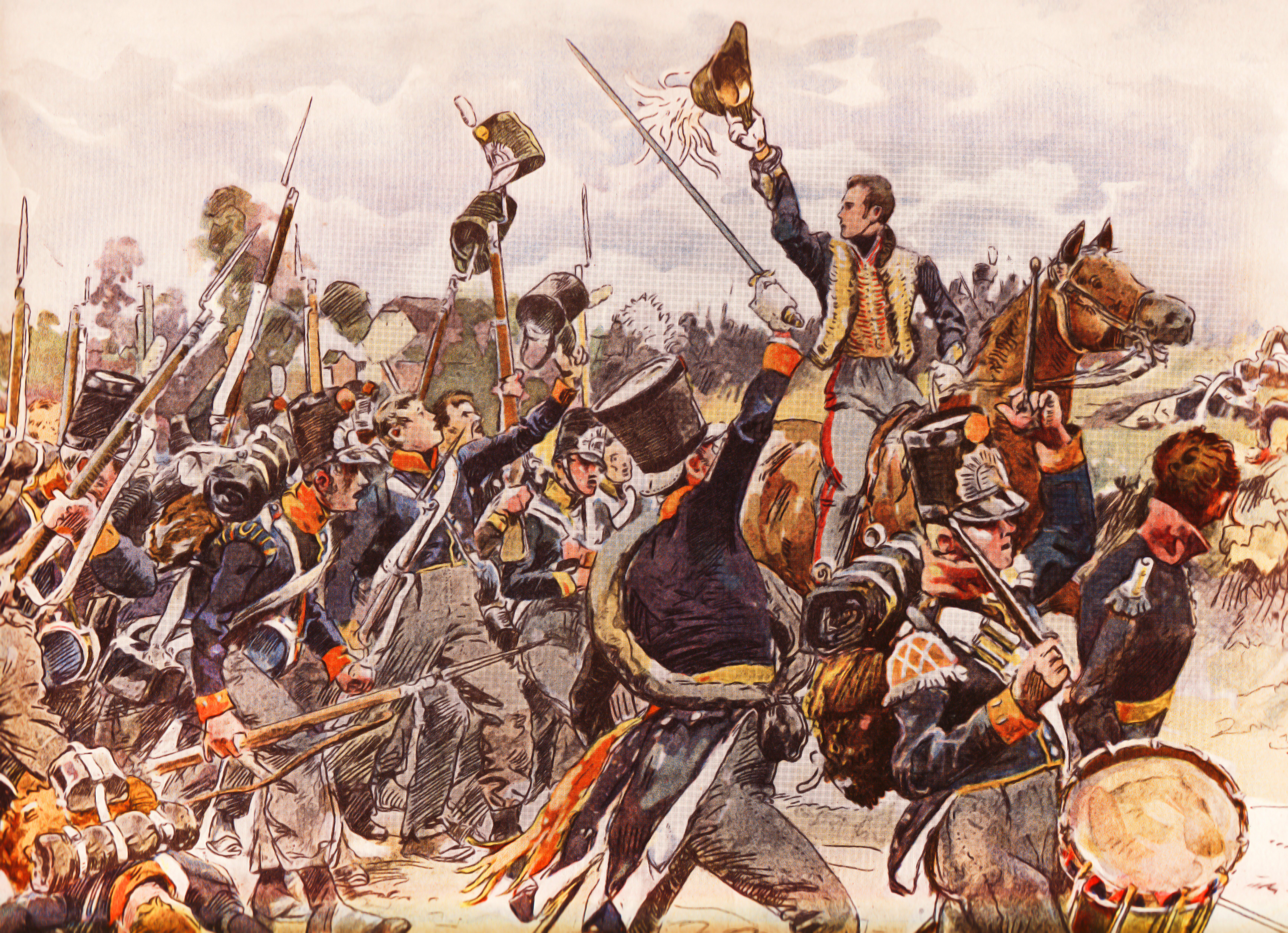
принц Оранский при Катр-бра

Французская артиллерия открывает сильный огонь по позициям принца Оранского. Бригада Жамена выдвигается вдоль шоссе против центра голландцев, 5-я дивизия охватывает левый фланг. Дивизия Башелю занимает Пьермон и ферму Лераль. Дивизия Фуа захватывает Жимонкур и отбрасывает на левый берег ручья занимавший ферму батальон голландской милиции. Атакованные лёгкой кавалерией Пире голландцы в беспорядке отходят к лесу де-Боссю. Следует безуспешная атака двух голландских батальонов резерва против бригады Жамена. Опорные пункты центра и левого фланга позиции остаются за французами.

### 15:00
Маршал Ней подкрепляет Фуа бригадой Готье и приказывает принцу Жерому Бонапарту овладеть лесом де-Боссю. Вся артиллерия 2-го корпуса готовит атаку. Бригада Суа быстро овладевает фермой Большой Пьерпон и опушкой леса, внутри которого завязывается упорный бой. Батальоны Нассау медленно отходят к Катр-Бра. Оставлены 3 орудия. 5 батальонов Готье усиливают бригаду Жамена. Положение принца Оранского критическое.

### Прибытие первых англо-голландских подкреплений
К принцу Оранскому подходят:
- голландская кавалерийская бригада Ван-Мерлина (1100 сабель и 6 орудий);
- дивизия Томаса Пиктона (7226 штыков и 12 орудий);
- большая часть брауншвейгской дивизии (3000 штыков и 800 сабель).

### Атака голландской бригады Ван-Мерлина
В 15:30 дивизия Пиктона разворачивается между Катр-Бра и прудом, что близ дороги Сар-Дам-Авелин. Для облегчения этой задачи Ван-Мерлин, построив 6-й голландский гусарский полк в первую линию и 5-й бельгийский драгунский во вторую, атакует дивизию Фуа у перекрестка рядом с Жимонкуром. Следует успешная контратака легкой кавалерии Пире и бригада отходит к Катр-Бра. Рассеян батальон голландской милиции, уничтожена бельгийская батарея Стивенара. Появление брауншвейгской дивизии останавливает наступление французов. Герцог Фридрих Вильгельм строит брауншвейгцев перед Катр-Бра, высылает эскадрон кавалерии для обеспечения правого фланга, а бригада Байланда (дивизии Перпончера) становится в резерв позади брауншвейгцев.

### 16:00
К этому времени:
Жером Бонапарт одной бригадой занимает лес де-Боссю, другая — сосредоточена перед Франом;
дивизия Фуа, Башелю и кавалерия Пире оттеснили голландцев до дороги Нивель-Намюр.
Свежая часть 2-го корпуса — бригада Бодуэна становится между шоссе и лесом де-Боссю.
Французы переходят в наступление по всему фронту.

### Бой между дивизиямиПиктонаиБашелю

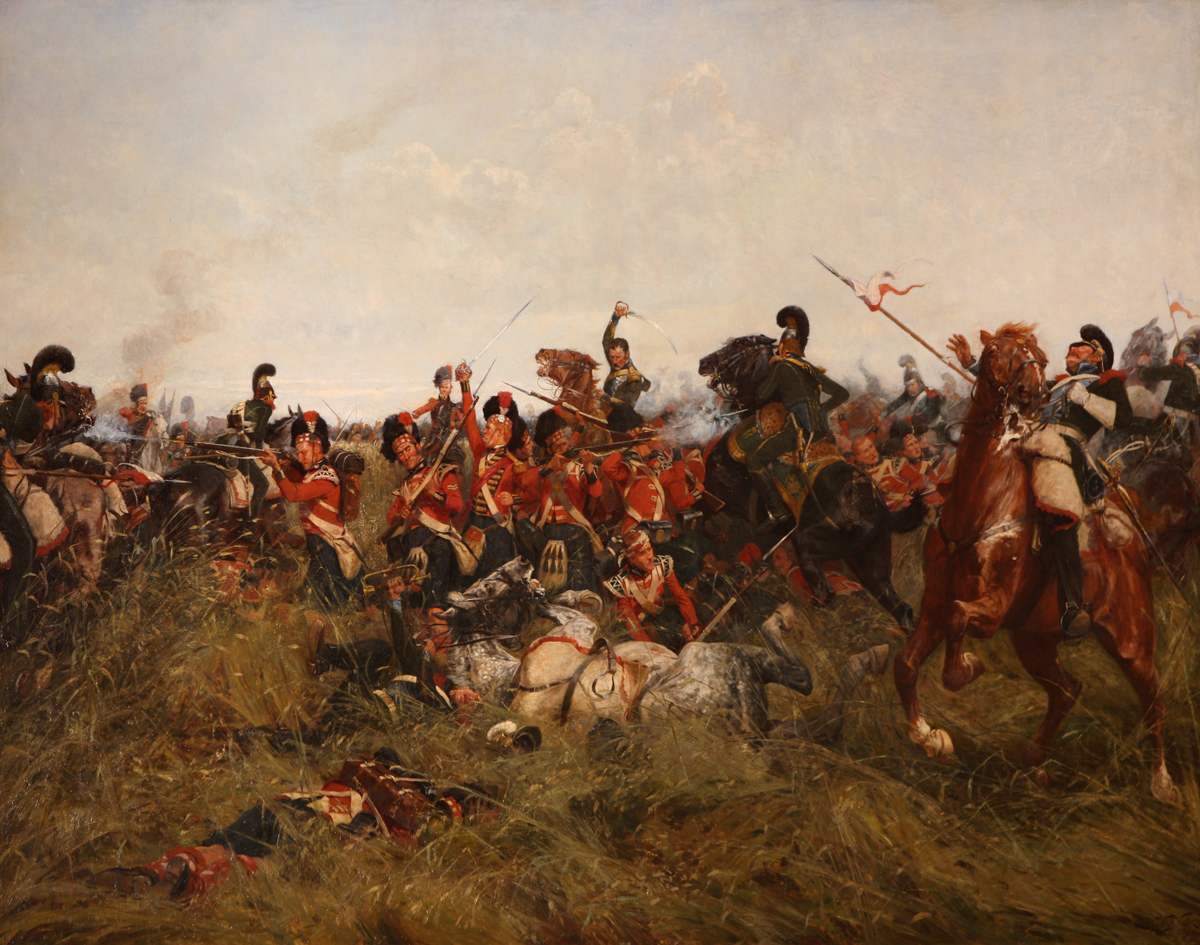
Кавалерия Пире атакует шотландскую пехоту генерала Пиктона.

Оставив 108-й линейный полк в резерве, генерал Башелю направляет дивизию в обхват левого фланга. Однако наступление останавливается «убийственным» огнём 6-и батальонов дивизии Пиктона. Атака бригады Кемпта заставляет французов отходить в Пьермон. Встреченные картечью и атакованные кавалерией Пире англичане отходят на прежние позиции.

### Гибель герцогаФридриха Вильгельма Брауншвейгского
С появлением бригады Бодуэна генерал Фуа тремя колоннами теснит брауншвейгцев к Катр-Бра. Во время кавалерийской контратаки брауншвейгцев погибает Фридрих Вильгельм. Легкоконники Пире прорывают каре 42-го шотландского полка и уничтожают батальон ганноверцев. Бригада Байланда и только что прибывшие батальоны Нассау Крузе останавливают Фуа. К 17:00 у Нея нет резервов, и он вынужден ограничиваться канонадой.

### 17:30. Прибытие дивизииАльтена
В это время по Нивельской дороге к англичанам подходят 2-я дивизия Альтена (6000 человек и 18 орудий). Британская бригада Колина Алкета разворачивается перед Катр-Бра между лесом и шоссе; ганноверская бригада Кельманзегга усиливает дивизию Пиктона. У Нея единственной свежей частью остается кирасирская бригада Гитона, подошедшая из Франа.

### АтакаКеллермана
В это время бригада Гитона (8-й и 11-й кирасирские полки) в количестве 800 человек перестраиваются в эскадронную колонну и атакуют между Жимонкуром и Катр-Бра. Они уничтожают 69-й пехотный полк и берут знамя, батальон 33-го пехотного полка и батарею, прорывают каре брауншвейгцев и доходят до Катр-Бра. Однако расстреливаемые со всех сторон англо-голландскими войсками кирасиры останавливаются, а затем отходят. В начале 7-го часа вечера атаки французской кавалерии окончились.

### Прибытие английской гвардии и отступление французов

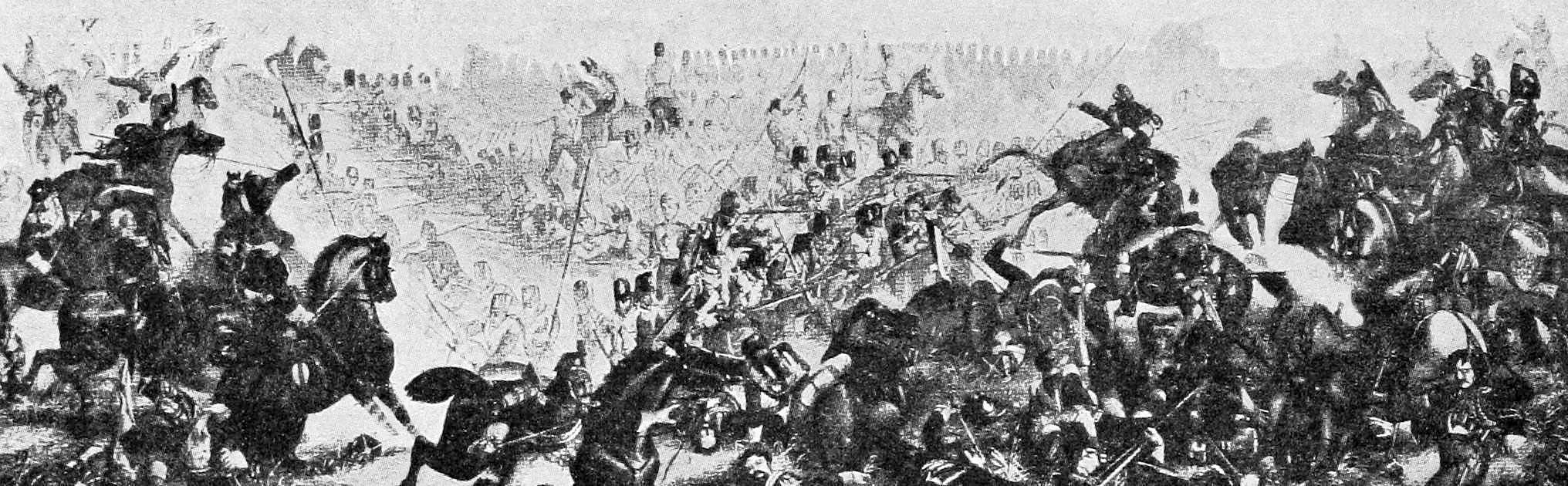
Атака 28-го пехотного английского полка
(рисунок из статьи «Катр-Бра»
«Военная энциклопедия Сытина»; 1913)

Около 18:30 Веллингтон, получив подкрепления:
- два брауншвейгских батальона,
- три батареи из Нивеля;
- гвардейскую дивизию Кука,

сначала начинает частное наступление на правом фланге, а затем общую контратаку. Около 19:00 гвардейская бригада Майтланда выбивает части принца Жерома из леса де-Боссю, однако взять ферму Большой Пьер-Пон англичане не могут. Дивизии Башелю и Фуа отходят на высоты севернее Франа. Англичане стоят по линии Большой Пьер-Пон-Пьермон-Тиль.

## Итоги
Сражение, проходившее при практическом равенстве сил, фактически закончилось ничьей. Обе стороны потеряли более 4 тысяч человек. В этот же день в битве при Линьи Наполеон разбил пруссаков и двинулся на соединение с Неем.